# Walery Brochocki

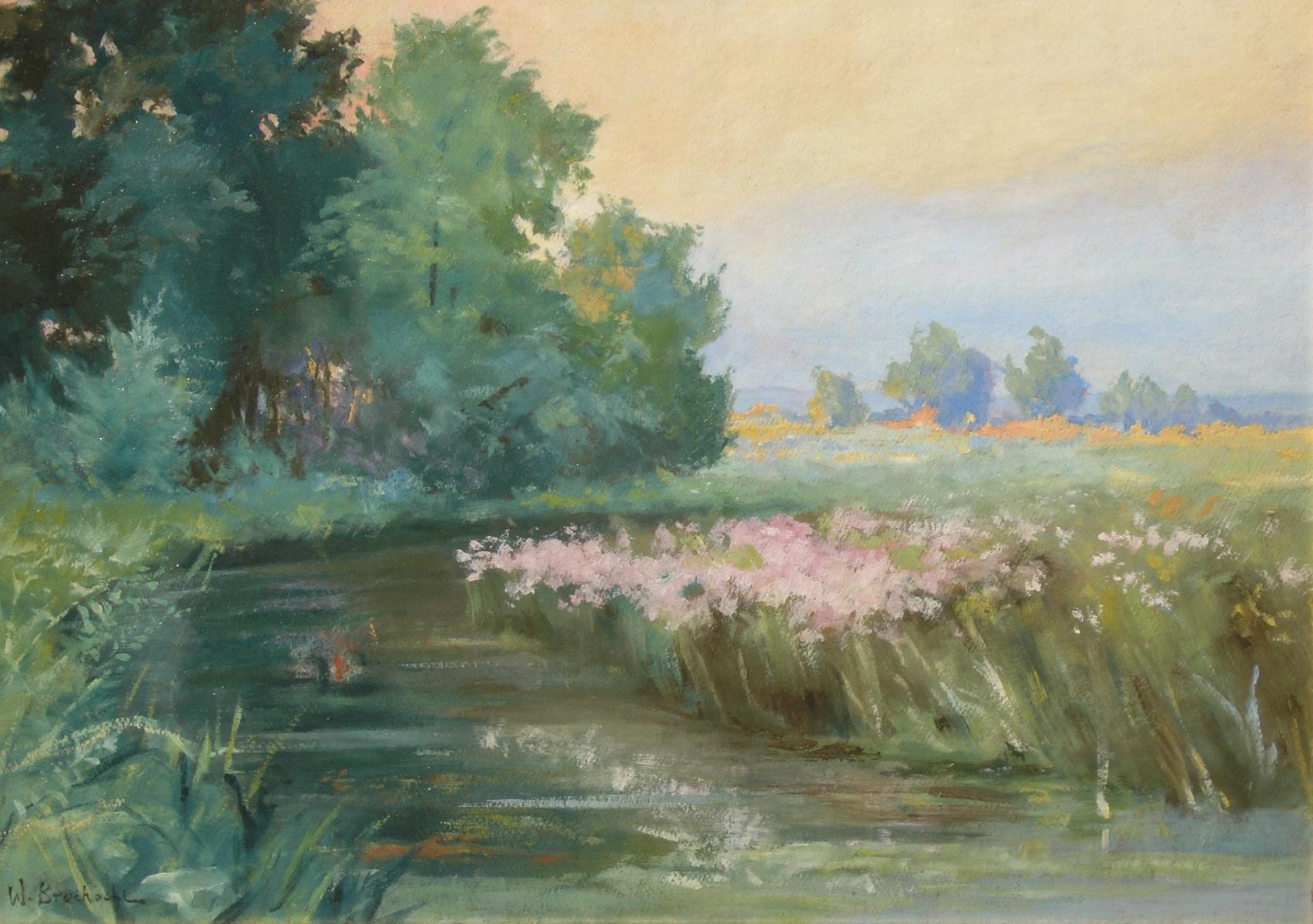
Flusslandschaft

Walery Brochocki (* 15. Dezember 1847 in Włocławek; † 13. Oktober 1923 in Warschau) war ein polnischer Landschaftsmaler.
Im Zeitraum von 1857 bis 1866 besuchte er die Kadettenschule in Moskau, verzichtete aber auf den Dienst beim zaristischen Regime. In den Jahren von 1866 bis 1868 studierte er in der Zeichenklasse in Warschau bei Christian Breslauer.
Brochocki setzte das Studium ab dem 12. Oktober 1869 an der Königlichen Akademie der Künste München bei Adolf Heinrich Lier und Hermann Anschütz fort. In den Jahren von 1870 bis 1877 war er Mitglied des Münchner Kunstvereins. 1877 zog er nach Paris, wo  er von Charles-François Daubigny und der Schule von Barbizon beeinflusst wurde.
1878 reiste er nach Algier, um im Auftrag der französischen Kolonialgesellschaft ein Panorama zu malen.
1888 ließ er sich in Warschau nieder, von wo aus er nach Podolien, Bessarabien, Litauen, in die Umgebung von Lublin und Podlasien reiste.
Brochocki schuf malerische Landschaften mit kleiner Staffage nach dem Vorbild der Münchner Außenmalerei.
Nach seiner Rückkehr nach Polen malte er polnische Landschaften sowie Ansichten von Dörfern und Kleinstädten im Stil der realistischen Außenmalerei und zeigte mit viel Feingefühl die Einzigartigkeit einer Region. Er ergänzte sie oft mit kleinen Genreszenen.